# Han Dang
En aquest nom xinès, el cognom és Han.
Han Dang (mort el 227) va ser un general militar de Wu Oriental durant el període de la tardana Dinastia Han Oriental i l'era dels Tres Regnes de la història xinesa.

## Biografia
Va néixer en la comandància de Liaoxi. Es va convertir en afavorit de Sun Jian per les seves habilitats de combat i va servir lleialment a la família Sun durant tota la seva vida, durant tres generacions. Manava sobre una ala de la Marina de Wu a vegades. A la batalla dels Penya-segats Rojos, va rescatar a Huang Gai, que havia estat abastat per una fletxa enemiga, i estava surant al riu. Va ajudar a controlar Shan Yue, l'"incivilitzat" poble del sud-est de la Xina, enemics del Regne de Wu, a la regió de Poyang. També va servir en les campanyes contra Guan Yu, i en la batalla de Yiling. Va morir poc després.
El seu fill, Han Zong (韩综), era un comandant de la guarnició de Wuchang sota les ordres de Sun Quan. Però ell, va desertar a Wei, després de creure que anava a ser castigat per la seva immoralitat i mala conducta. Es va emportar totes les possessions de la família, inclòs el taüt del seu pare. Finalment, va ser mort en batalla per Mi Fang el desembre del 252. Zhuge Ke que havia tallat el cap de Han Zong, ho va presentar al temple de Sun Quan, que havia mort fa vuit mesos, puix Sun Quan havia odiat profundament a Han Zong pel seu mal comportament.